# Sungai Tohor
Sungai Tohor is een bestuurslaag in het regentschap Meranti-eilanden van de provincie Riau, Indonesië. Sungai Tohor telt 1976 inwoners (volkstelling 2010).